# Bakuto
Bakuto (japonsky: 博徒) je historické označení pro jednotlivce či skupiny jakuzy (ヤクザ) zabývající se ilegálním sázením a hazardními hrami. Nicméně i v současné době existují elementy organizovaného zločinu, které považují jedině skupiny bakuto za skutečnou jakuzu. Jake Adelstein popisuje současnou jakuzu jako množinu zahrnující dva typy, vycházející z tradice tekija (的屋) a bakuto. Bakuto skupiny pak podle něj sice vycházejí od hráčství, ale jejich současné operace zahrnují mimo jiné i lichvu, pasáctví a cílené útoky (vydírání) na korporace – sókaija (総会屋).

## Historický význam
Termín jakuza z historického hlediska neodpovídá dobovému označení skupin operujících v prostředí ilegality. Skupiny, které v historickém folkloru jakuzy utvářejí výchozí bod, jsou obchodníci tekija a hráčské skupiny bakuto. Nicméně ja – ku – sa je termín pocházející z tradiční japonské karetní hry. Toto označení bylo původně vlastní jenom skupinám bakuto, ale později se rozšířilo i mezi obchodníky tekija a jiné složky organizovaného zločinu. Propojení mezi budoucími skupinami organizovaného zločinu a skupinami poskytující hazardní hry je tedy viditelné.
V Japonsku došlo k zákazu hazardních her císařským výnosem ke konci období Kofun. Nicméně už v období Kamakura jsou záznamy o organizovaných hráčských skupinách. V období Tokugawa pak dochází ke zformování skupin, které nesou označení bakuto. Šogunát reagoval na skupiny negativně, ale postupem času přešel k podpoře větších skupin, aby je mohl použít ke svým účelům. Oba typy skupin byly postupně zapojeny do státního aparátu jako součást tajných bezpečnostních složek šogunátu. Větší skupiny bakuto využily příznivé situace pro rozšíření poskytovaných služeb a začaly podnikat ve zprostředkování práce. Provinční správci šogunátu využívali těchto služeb při shánění pracovní síly na veřejné projekty a umožnily tak skupinám pohyb po relativně uzavřeném Japonsku. To přineslo další rozvoj, jelikož z původních hráčských doupat se staly improvizované hotely. Bakuto skupiny pak také získávaly z migrujících pracovníků zákazníky pro sázení.
Nutno podotknout, že tento symbiotický přístup mezi vládou a organizovaným zločinem v Japonsku nezůstal ojedinělý. Další spojení mezi legální a ilegální sférou se dá najít na přelomu období Meidži. Mezi pádem šogunátu Tokugawa a nástupem pevné vlády období Meidži následovalo období nejistoty, které je typickým rozvojovým kritériem pro organizovaný zločin. Příkladem může být využití bakuto skupiny hráčského bosse Šimizu Džiróčó, který potlačil vojenské síly lojální šogunátu ve městě Ise a přiléhlém okolí. Nicméně bakuto nebyly osvobozené od perzekucí ze strany státu. Už za vlády císaře Meidži došlo k vydání ediktu umožňujícím masové zatýkání gamblerů. Tato tendence využívat a prezekuovat skupiny bakuto je typická pro politiku Japonska. Například během stávek na začátku 20. století, které se šířily japonskou společností ve spojitosti s bolševickou revolucí, byly bakuto skupiny používané jako násilná metoda jejich potlačování.

## Osobnosti
Banzuiin Čóbeii – boss bakuto, který je vnímán jako japonská historická obdoba Robina Hooda. Je mu přikládána zásluha na vytvoření odbojných městských skupin domobrany mači-jakko, které fungovaly jako domobrana proti skupinám róninů zformovaných do výtržnických oddílů hatamoto jakko.

## Současné aktivity
Ani současná jakuza není od hazardu oddělená. Podle reportu Japonské policejní agentury z roku 2009 zůstává hazard a ilegální sázení v rámci tří tradičních metod získávání finančních prostředků. Nutno podotknout, že tento trend je sledován na počtu zatčených osob, tudíž se nedá s přesnou jistotou určit, jaký je skutečný podíl zisků na zmíněných aktivitách. V souvislosti se zvyšujícími se snahami omezit působení jakuzy v těchto tradičních odvětvích dochází mezi skupinami ke značné diverzifikaci operací.

### Gambling
Jedna z tradičních aktivit jakuzy. Její značný pokles se dá vysledovat až po roce 1964, kdy proběhl první policejní summit Japonské policejní agentury, po kterém došlo k sérii zatýkání vysoce postavených členů jakuzy ve spojitosti s gamblingem. Snaha o potlačení této činnosti pak vyústila v rozšíření aktivit jakuzy. Podle Hilla se současné hráčské aktivity jakuzy dělí mezi tři odvětví. Zprostředkování hazardních her karetních i jiných, ilegální sázení a provoz heren pačinko.

### Sókaija
Není tradiční odvětví získávání zisků, ale jedná se o poměrně unikátní japonský fenomén. Podstatou vydírání korporací (Sókaija) je účast členů jakuzy na valných hromadách větších firem, kdy jakuza vydírá firmu hrozbou odtajnění informací o jejím vnitřním hospodaření, způsobech podnikání či jednoduše narušováním průběhu valné hromady. Ačkoliv vydírání není v prostředí organizovaného zločinu nic mimořádného, v japonském prostředí je sókaija úspěšná především díky zákonům, které umožňují firmám nezveřejňovat interní informace o podnikání.